# Église Saint-Martin d'Ailly-sur-Somme
L'église Saint-Martin d'Ailly-sur-Somme ne doit pas être confondue avec l'église Saint-Martin d'Ailly-sur-Noye.
L'église Saint-Martin d'Ailly-sur-Somme est située à Ailly-sur-Somme, dans le département de la Somme à une dizaine de kilomètres à l'ouest d'Amiens.

## Historique
L'église Saint-Martin d'Ailly-sur-Somme actuelle a succédé à un édifice plus ancien dont Oswald Maqueron a réalisé des dessins. Au cours de la Bataille d'Amiens de mai-juin 1940, l'édifice fut détruit. Après la Seconde Guerre mondiale, l'église fut reconstruite dans un style contemporain.

## Caractéristiques
La nouvelle église a été construite en pierre. Elle est de forme parallélépipédique, l’élément le plus original du bâtiment est le clocher dont deux côtés opposés ont une forme triangulaire et s'appuie sur un mur rectangulaire.
L'église conserve des objets protégés en tant que monuments historiques :
- une statue de la Vierge à l'Enfant du XIXe siècle, en bois peint, provenant de Breilly;
- des fonts baptismaux du XVIIe siècle, en marbre, formant une vasque sur balustre et provenant de l'église Saint-Jacques d'Abbeville. Ces deux œuvres  sont inscrites monuments historiques depuis le 12 mai 1981, au titre objet[2].

## Photos

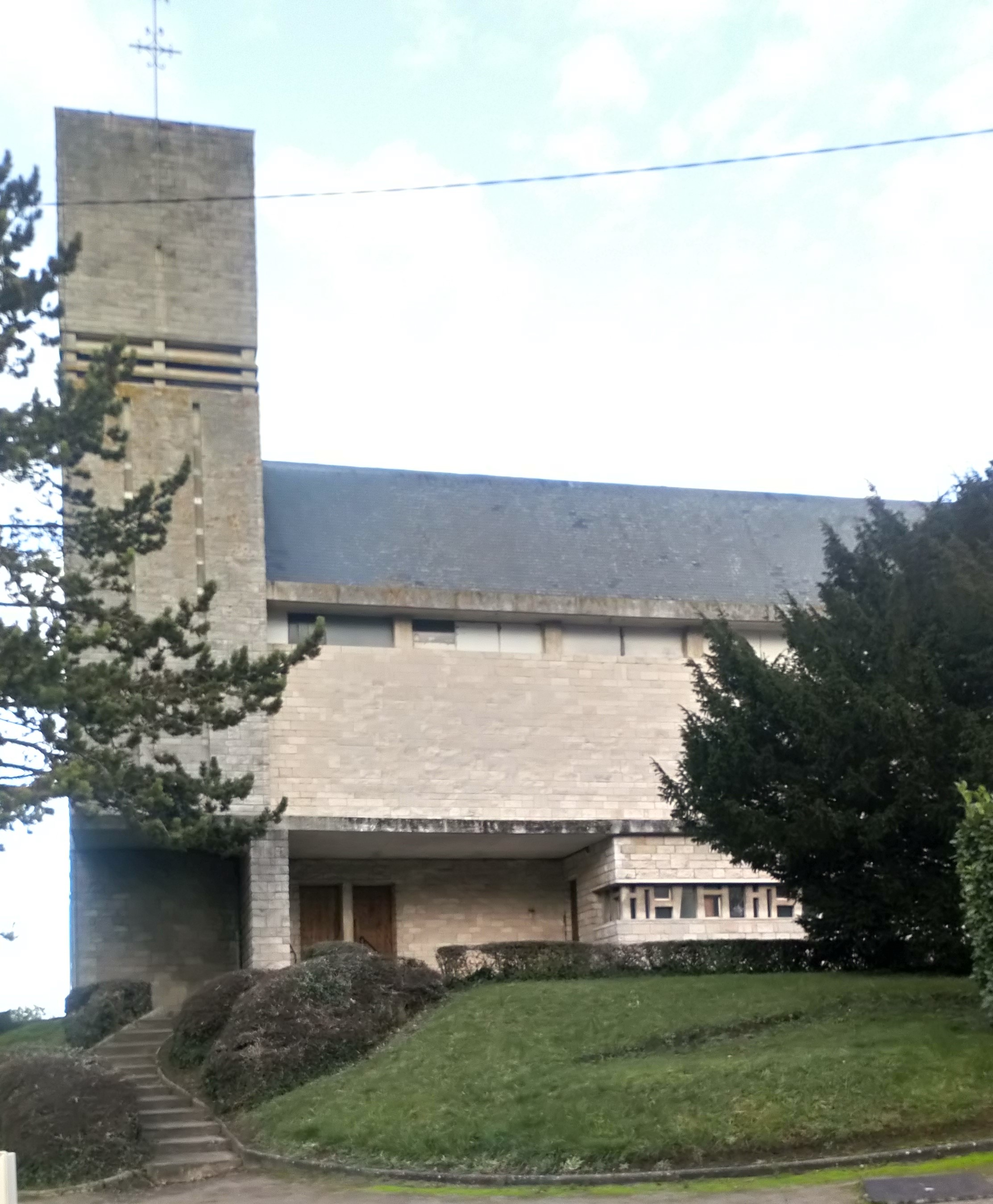
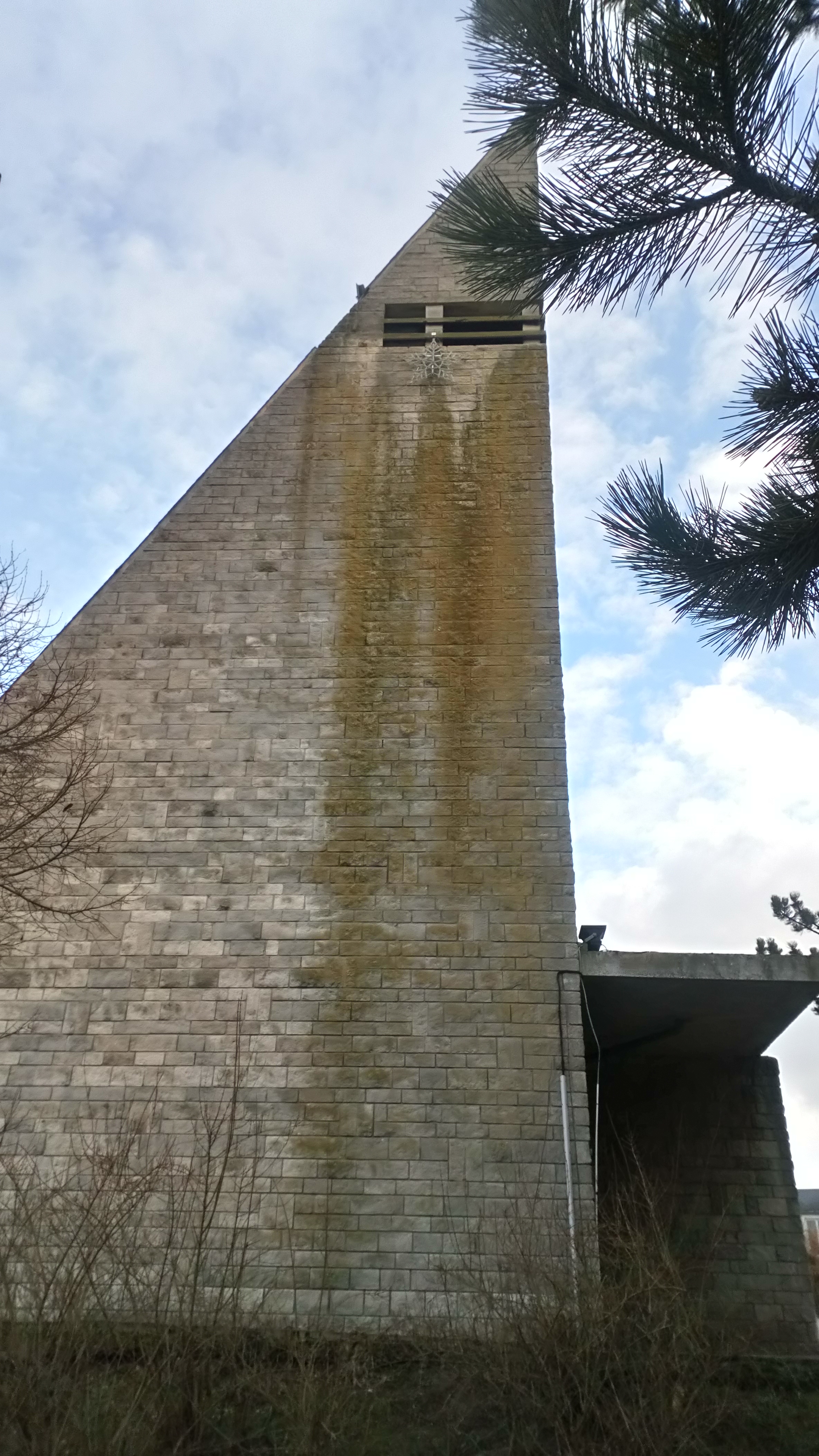
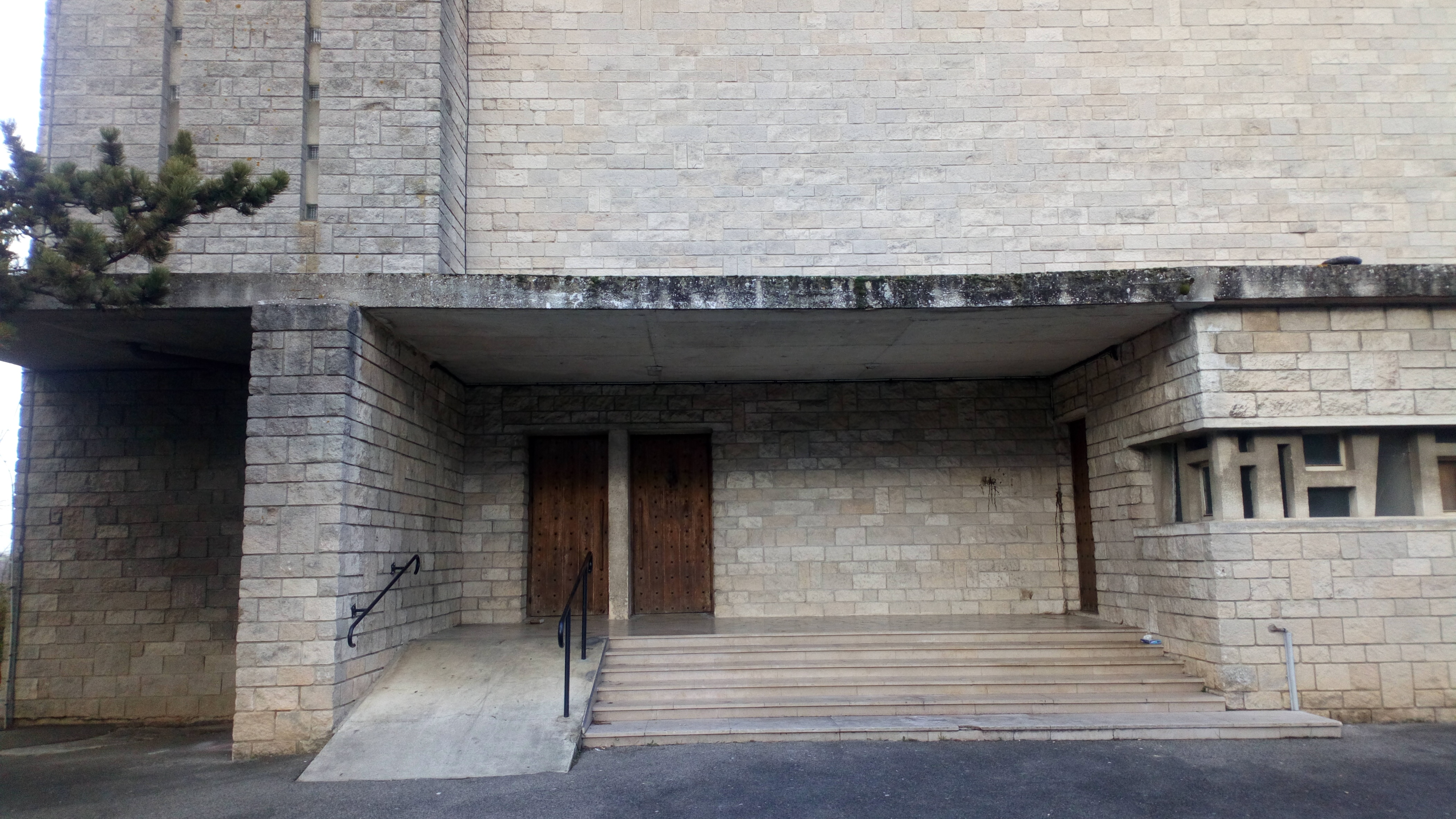